# Jane Rule
Jane Vance Rule, CM, OBC (* 28. März 1931 in Plainfield, New Jersey; † 27. November 2007 auf Galiano Island, British Columbia)  war eine kanadische Autorin und LGBT-Aktivistin.

## Biografie
Rule wurde 1931 in New Jersey geboren. In ihrer Kindheit war sie Legasthenikerin, in der Pubertät fühlte sie sich als Tomboy. Nach ihrer Schulausbildung studierte Rule am Mills College in Kalifornien. 1952 graduierte Rule und unterrichtete danach Englisch und Biologie an der Concord Academy, einer privaten Mädchenschule in Concord (Massachusetts). Während dieser Zeit traf sie auch auf Helen Sonthoff, eine Lehrerin für kreatives Schreiben und Literatur. 1956 emigrierte Rule nach Kanada und Sonthoff schloss sich ihr an. Dort unterrichtete Rule in den folgenden Jahren an der University of British Columbia in Vancouver. 1976 zog Rule nach Galiano Island. Rule war im Vorstand der Writers’ Union of Canada tätig. Sie setzte sich in ihrem Leben vehement für die Meinungsfreiheit und für LGBT-Rechte ein. Rule schrieb in ihren Büchern über lesbische Liebe und lebte offen lesbisch. Sie war laut der Romanautorin Susan Swan die erste kanadische Autorin, die über das Lesbischsein schrieb, als wäre es Teil des normalen Lebens, ohne Befangenheit und ohne die politische Fahne zu schwenken. Die weiblichen Charaktere waren Lesben, was man im Laufe des Lesens mitbekam. Es waren aber keine Geschichten darüber, wie es ist, als Lesbe zu leben. Rule schrieb auch für das LGBT-Magazin The Body Politic. Die Romane Memory Board von 1987 und After the Fire von 1989 wurden beide für den Ethel Wilson Fiction Prize nominiert.
Rules erster Roman Desert of the Heart von 1964 wurde von Donna Deitch 1985 unter dem Titel Desert Hearts verfilmt.
1998 erhielt Rule den Order of British Columbia (O.B.C.) und  2007 den Order of Canada (C.M.). Bis zu deren Tod im Jahr 2000 lebte Rule mit ihrer Partnerin Helen Sonthoff zusammen.

## Werke
- Desert of the Heart. 1964
  - Übers. Katharina Kappe: Desert of the heart. Daphne, Göttingen 1989
- This Is Not For You. 1970
- Against the Season. 1971
- Lesbian Images. 1975
  - Bilder und Schatten. Die lesbische Frau in der Literatur. Amazonen Frauenverlag, Berlin 1979
- Theme for Diverse Instruments. 1975
- The Young in One Another's Arms. 1977
- Contract With the World. 1980
- Outlander. 1981
  - Übers. Susanne Amrain, Susanne Stemann: Outlander. Kurzgeschichten und Essays. Daphne, Göttingen 1986
- Inland Passage and Other Stories. 1982
- A Hot-Eyed Moderate. 1985
- Memory Board. 1987
- After the Fire. 1989
- Beitrag in: Aphrodisiac 1. Geschichten aus der Zeitschrift Christopher Street. Knaur, München 1986 ISBN 3-426-01352-5[3]
- Loving the Difficult, 2008

## Auszeichnungen
- 2009: Lambda Literary Award in der Kategorie LGBT Nonfiction für Loving the Difficult[4]